# Bernard de Garves
Bernard de Gavres (zm. 1329 w Awinionie) – francuski kardynał.
Pochodził z Sainte-Livrade w diecezji Agen i był bliskim krewnym papieża Klemensa V. Otrzymał niższe święcenia duchowne i w 1307 został archidiakonem w Coutances. 19 grudnia 1310 Klemens V mianował go kardynałem diakonem Sant'Agata. Należał w Kurii do grona bliskich współpracowników tego papieża (tzw. frakcji gaskończyków). Uczestniczył w konklawe 1314–1316. Wybrany wówczas papież Jan XXII mianował go kardynałem prezbiterem San Clemente (7-9 marca 1327). Zmarł między 10 lutego a 5 lipca 1329.